# Вендам (футбольний клуб)
Спортивний клуб «Вендам» або просто «Вендам» (нід. SportClub Veendam) — нідерландський футбольний клуб з однойменного міста в провінції Гронінген. Заснований 1894 року, а розформований у 2013 році. Офіційними кольорами клубу були чорно-жовтий.

## Історія

Старий логотип клубу, використовувався в період виступів під назвою «БВ Вендам».

Клуб заснували 4 вересня 1894 року, що робить його одним з найстаріших професіональних футбольних клубів Нідерландів. Перша назва клубу була «Лук-Аут», яку в 1909 році змінили на «Принцеса Джуліана Вендам», а згодом її спростили до «Вендам». У 1954 році клуб отримав професіональний статус (після створення професіонального чемпіонату в Нідерландах). Професіональна секція залишила клуб у 1974 році, утворивши СК «Вендам». У той же час залишилася аматорська команда «Вендам 1894». Згодом СК «Вендам» стане Бетальд Футбол Вендам, більш відомим як «БВ Вендам».
Клуб провів більшу частину свого професіонального періоду історії (42 сезони) в голландській Еерстедивізі. Також провів шість сезонів у Другому дивізіоні, а два сезони виступав в Ередивізі: 1986–87 (17-те місце) та 1988–89 (18-те місце). 
Протягом сезону 2009/10 років у «Вендама» виникло низка фінансових проблем, і 28 квітня 2010 року (через декілька днів після закінчення Еерстедивізі 2009/10) клуб просили визнати банкрутом через надмірні борги. 12 травня 2010 року «Вендам» визнаний банкрутом — подія, яка загрожувала покласти край 115-річній історії клубу. Однак згодом вирок було скасовано в апеляційному порядку, після того як клубу вдалося зібрати достатню кількість грошей, щоб погасити більшу частину боргів до кінцевого терміну 2 червня. У 2011 році клуб змінив назву з «БВ Вендам» на СК «Вендам». Головним суперником «Вендама» був «Еммен» з однойменного міста. Чергові проблеми з фінансуванням призвели до розгляду справи про банкрутство, яке було оголошено 25 березня 2013 року.

## Досягнення
- Вихід в Ередивізі: 1986, 1988
- Вихід в Еерстедивізі: 1959, 1968

## Статистика виступів
| Сезон   | Ліга         | Місце | Ігор | Очок | ЗМ | ПМ | Тренер        | Бомбардир                 | Голи |
| ------- | ------------ | ----- | ---- | ---- | -- | -- | ------------- | ------------------------- | ---- |
| 1990–91 | Еерстедивізі | 18    | 38   | 25   | 47 | 78 | Тьємо Мертенс | Лі Пейн                   | 10   |
| 1991–92 | Еерстедивізі | 12    | 38   | 40   | 48 | 49 | Тео Верланген | Віллем Броувер            | 12   |
| 1992–93 | Еерстедивізі | 16    | 34   | 22   | 32 | 60 | Тео Верланген | Віллем Броувер            | 9    |
| 1993–94 | Еерстедивізі | 17    | 34   | 23   | 39 | 57 | Генк Ненгіус  | Віллем Броувер            | 11   |
| 1994–95 | Еерстедивізі | 8     | 34   | 38   | 54 | 41 | Ян Шултінг    | Джозеф Остінг Берт Зурман | 11   |
| 1995–96 | Еерстедивізі | 4     | 34   | 58   | 48 | 35 | Ян Шултінг    | Лесмонд Прінсен           | 6    |
| 1996–97 | Еерстедивізі | 10    | 34   | 49   | 44 | 35 | Ян Шултінг    | Генні Меєр                | 14   |
| 1997–98 | Еерстедивізі | 12    | 34   | 45   | 51 | 55 | Генк Бодевес  | Берт Зурман               | 16   |
| 1998–99 | Еерстедивізі | 13    | 34   | 39   | 47 | 54 | Генк Бодевес  | Марнікс Колдер Боб Мюлдер | 8    |
| 1999-00 | Еерстедивізі | 12    | 34   | 41   | 50 | 61 | Азінг Грівер  | Марнікс Колдер            | 8    |
| 2000–01 | Еерстедивізі | 14    | 34   | 39   | 54 | 69 | Мартін Копман | Іван Цветков              | 18   |
| 2001–02 | Еерстедивізі | 11    | 34   | 45   | 60 | 62 | Мартін Копман | Іван Цветков              | 22   |
| 2002–03 | Еерстедивізі | 17    | 34   | 32   | 37 | 66 | Ян Корте      | Рік Слор                  | 4    |
| 2003–04 | Еерстедивізі | 14    | 36   | 34   | 44 | 71 | Ян Корте      | Роналд Гаммінг            | 21   |
| 2004–05 | Еерстедивізі | 11    | 36   | 45   | 47 | 56 | Ян Корте      | Роналд Гаммінг            | 16   |
| 2005–06 | Еерстедивізі | 14    | 38   | 51   | 54 | 60 | Юп Галл       | Роналд Гаммінг            | 14   |
| 2006–07 | Еерстедивізі | 8     | 38   | 55   | 57 | 50 | Юп Галл       | Марнікс Колдер            | 15   |
| 2007–08 | Еерстедивізі | 15    | 38   | 44   | 57 | 67 | Юп Галл       | Марк Вельдмате            | 11   |
| 2008–09 | Еерстедивізі | 19    | 38   | 36   | 46 | 67 | Юп Галл       | Мікель Геммен             | 7    |
| 2009–10 | Еерстедивізі | 9     | 36   | 52   | 57 | 48 | Юп Галл       | Міхаель де Леу            | 25   |
| 2010–11 | Еерстедивізі | 4     | 34   | 53   | 54 | 44 | Герт Геркес   | Міхаель де Леу            | 13   |
| 2011–12 | Еерстедивізі | 16    | 34   | 22   | 42 | 67 | Герт Геркес   | Анко Янсен                | 10   |

У таблиці, наведеній нижче, вказані результати виступів «Вендама» з моменту запровадження професіонального футболу в Нідерландах 1956 року.
| Виступи в національних змаганнях з 1956 року | Виступи в національних змаганнях з 1956 року | Виступи в національних змаганнях з 1956 року   | Виступи в національних змаганнях з 1956 року | Виступи в національних змаганнях з 1956 року |
| Національна ліга                             | Результат в чемпіонаті                       | Кваліфікація в                                 | сезон у кубку Нідерландів                    | результат у Кубку                            |
| -------------------------------------------- | -------------------------------------------- | ---------------------------------------------- | -------------------------------------------- | -------------------------------------------- |
| Еерстедивізі 2011–12                         | 16-те                                        | –                                              | 2011–12                                      | другий раунд                                 |
| Еерстедивізі 2010–11                         | 4-те                                         | підвищення/вибування плей-оф: без підвищення   | 2010–11                                      | четвертий раунд                              |
| Еерстедивізі 2009–10                         | 9-те                                         | –                                              | 2009–10                                      | другий раунд                                 |
| Еерстедивізі 2008–09                         | 19-те                                        | –                                              | 2008–09                                      | другий раунд                                 |
| Еерстедивізі 2007–08                         | 15-те                                        | –                                              | 2007–08                                      | третій раунд                                 |
| Еерстедивізі 2006–07                         | 8-ме                                         | підвищення/вибування плей-оф: без підвищення   | 2006–07                                      | другий раунд                                 |
| Еерстедивізі 2005–06                         | 14-те                                        | –                                              | 2005–06                                      | другий раунд                                 |
| Еерстедивізі 2004–05                         | 11-те                                        | –                                              | 2004–05                                      | третій раунд                                 |
| Еерстедивізі 2003–04                         | 14-те                                        | –                                              | 2003–04                                      | третій раунд                                 |
| Еерстедивізі 2002–03                         | 17-те                                        | –                                              | 2002–03                                      | другий раунд                                 |
| Еерстедивізі 2001–02                         | 11-те                                        | –                                              | 2001–02                                      | третій раунд                                 |
| Еерстедивізі 2000–01                         | 14-те                                        | –                                              | 2000–01                                      | другий раунд                                 |
| Еерстедивізі 1999–2000                       | 12-те                                        | –                                              | 1999–2000                                    | третій раунд                                 |
| Еерстедивізі 1998–99                         | 13=те                                        | –                                              | 1998–99                                      | другий раунд                                 |
| Еерстедивізі 1997–98                         | 12-те                                        | –                                              | 1997–98                                      | другий раунд                                 |
| Еерстедивізі 1996–97                         | 10-те                                        | –                                              | 1996–97                                      | другий раунд                                 |
| Еерстедивізі 1995–96                         | 4-те                                         | підвищення/вибування плей-оф: без підвищення   | 1995–96                                      | груповий етап                                |
| Еерстедивізі 1994–95                         | 8-ме                                         | –                                              | 1994–95                                      | другий раунд                                 |
| Еерстедивізі 1993–94                         | 17-те                                        | –                                              | 1993–94                                      | другий раунд                                 |
| Еерстедивізі 1992–93                         | 16-те                                        | –                                              | 1992–93                                      | третій раунд                                 |
| Еерстедивізі 1991–92                         | 12-те                                        | –                                              | 1991–92                                      | третій раунд                                 |
| Еерстедивізі 1990–91                         | 18-те                                        | –                                              | 1990–91                                      | перший раунд                                 |
| Еерстедивізі 1989–90                         | 8-ме                                         | –                                              | 1989–90                                      | другий раунд                                 |
| Еерстедивізі 1988–89                         | 18-те                                        | Еерстедивізі (вибування)                       | 1988–89                                      | другий раунд                                 |
| Еерстедивізі 1987–88                         | 2-ге                                         | Ередивізі (підвищення)                         | 1987–88                                      | другий раунд                                 |
| Ередивізі 1986–87                            | 17-те                                        | Еерстедивізі (вибування)                       | 1986–87                                      | другий раунд                                 |
| Еерстедивізі 1985–86                         | 4-те                                         | Ередивізі (переможці плей-оф за підвищення)    | 1985–86                                      | другий раунд                                 |
| Еерстедивізі 1984–85                         | 10-те                                        | –                                              | 1984–85                                      | перший раунд                                 |
| Еерстедивізі 1983–84                         | 16-те                                        | –                                              | 1983–84                                      | перший раунд                                 |
| Еерстедивізі 1982–83                         | 12-те                                        | –                                              | 1982–83                                      | 1/8 фіналу                                   |
| Еерстедивізі 1981–82                         | 10-те                                        | –                                              | 1981–82                                      | другий раунд                                 |
| Еерстедивізі 1980–81                         | 15-те                                        | –                                              | 1980–81                                      | другий раунд                                 |
| Еерстедивізі 1979–80                         | 16-те                                        | –                                              | 1979–80                                      | перший раунд                                 |
| Еерстедивізі 1978–79                         | 12-те                                        | –                                              | 1978–79                                      | другий раунд                                 |
| Еерстедивізі 1977–78                         | 17-те                                        | –                                              | 1977–78                                      | 1/4 фіналу                                   |
| Еерстедивізі 1976–77                         | 14-те                                        | –                                              | 1976–77                                      | перший раунд                                 |
| Еерстедивізі 1975–76                         | 8-ме                                         | –                                              | 1975–76                                      | другий раунд                                 |
| Еерстедивізі 1974–75                         | 19-те                                        | –                                              | 1974–75                                      | перший раунд                                 |
| Еерстедивізі 1973–74                         | 19-те                                        | –                                              | 1973–74                                      | перший раунд                                 |
| Еерстедивізі 1972–73                         | 12-те                                        | –                                              | 1972–73                                      | 1/8 фіналу                                   |
| Еерстедивізі 1971–72                         | 10-те                                        | –                                              | 1971–72                                      | перший раунд                                 |
| Еерстедивізі 1970–71                         | 13-те                                        | –                                              | 1970–71                                      | перший раунд                                 |
| Еерстедивізі 1969–70                         | 12-те                                        | –                                              | 1969–70                                      | перший раунд                                 |
| Еерстедивізі 1968–69                         | 7-ме                                         | –                                              | 1968–69                                      | перший раунд                                 |
| Твідедивізі 1967–68                          | 3-тє                                         | Еерстедивізі (переможці плей-оф за підвищення) | 1967–68                                      | 1/4 фіналу                                   |
| Твідедивізі 1966–67                          | 5-те                                         | плей-оф за підвищення: без підвищення          | 1966–67                                      | не виступав                                  |
| Твідедивізі 1965–66                          | 6-те                                         | –                                              | 1965–66                                      | 1/8 фіналу                                   |
| Еерстедивізі 1964–65                         | 15-те                                        | Твідедивізі (вибування)                        | 1964–65                                      | 1/8 фіналу                                   |
| Еерстедивізі 1963–64                         | 12-те                                        | –                                              | 1963–64                                      | 1/4 фіналу                                   |
| Еерстедивізі 1962–63                         | 13-те                                        | –                                              | 1962–63                                      | другий раунд                                 |
| Еерстедивізі 1961–62                         | 5-те (група А)                               | –                                              | 1961–62                                      | ?                                            |
| Еерстедивізі 1960–61                         | 13-те (група А)                              | –                                              | 1960–61                                      | ?                                            |
| Еерстедивізі 1959–60                         | 15-те (група А)                              | –                                              | не стартував                                 | не стартував                                 |
| Твідедивізі 1958–59                          | 2-ге (група Б)                               | Еерстедивізі (підвищення)                      | 1958–59                                      | ?                                            |
| Твідедивізі 1957–58                          | 6-те (група Б)                               | –                                              | 1957–58                                      | ?                                            |
| Твідедивізі 1956–57                          | 4-те (група А)                               | –                                              | 1956–57                                      | ?                                            |

## Відомі гравці
- Ерік ван дер Мер
- Юп Галл
- Пітер Гойстра
- Бой Деул
- Генні Меєр
- Франс де Мюнк
- Дік Наннінга
- Ганс Офт
- Рубен Схакен
- Аркадіуш Радомський
- Квайс Шаєсте

## Відомі тренери
- Лео Бенгаккер
- Юп Галл